# Санта Клара (Порторико)
Санта Клара (шп. Santa Clara) град је у америчкој острвској територији Порторико, острвској држави Кариба.

## Демографија
По попису из 2010. године број становника је 982, што је 156 (-13,7%) становника мање него 2000. године.
| Група             | 2000.         | 2010.       |
| Белци             | 9 (0,8%)      | 2 (0,2%)    |
| Афроамериканци    | 91 (8,0%)     | 166 (16,9%) |
| Азијати           | 0 (0,0%)      | 0 (0,0%)    |
| Хиспаноамериканци | 1.123 (98,7%) | 980 (99,8%) |
| Укупно            | 1.138         | 982         |